# Intestin gros
Intestinul gros reprezintă partea aparatului digestiv cuprins între intestinul subțire și anus. Acesta este unul specific animalelor vertebrate. 
Este ultima portiune a tractului digestiv format din cecum, colon și rectul care se termină la exterior cu anusul. La intestinul gros lipsesc vilozitățile intestinale, fiind prezente doar la intestinul subțire. 

## Structură
Intestinul gros este compus din:
- Cec sau cecum
- colon
- rect.

## Funcție
Rolul acestuia constă în absorbția apei din mâncarea neabsorbită, cea a vitaminelor create de microflora bacteriană, precum și a absorbția unor electroliți înapoi în sânge.

## Examinare
Printre procedurile de examinare ale intestinului gros sunt colonoscopia, irigoscopia și tușeul rectal.

## Boli ale intestinului gros
- Colită
- Diaree
- Cancer de colon
- Maladia Crohn